# Resolutie 1431 Veiligheidsraad Verenigde Naties
Resolutie 1431 van de Veiligheidsraad van de Verenigde Naties werd unaniem door de Veiligheidsraad van de Verenigde Naties aangenomen op 14 augustus 2002.

## Inhoud
Er moest een pool ad litem-rechters komen voor het Internationaal Tribunaal voor Rwanda, zodat dat haar werk zo snel mogelijk kon afronden. Bij deze werd die pool opgezet en hiervoor werd het statuut van het tribunaal aangepast met de provisies in annex I.
Ook het statuut van het Internationaal Tribunaal voor Voormalig Joegoslavië werd aangepast met de provisies in annex II.
Secretaris-generaal Kofi Annan werd gevraagd zo snel mogelijk de verkiezing van achttien ad litem-rechters te regelen.

## Annex I — Rwanda-tribunaal
De kamers van het Rwanda-tribunaal werden samengesteld uit zestien permanente rechters en maximaal vier ad litem-rechters. Elke kamer bestond uit drie permanente rechters en maximaal ook vier ad litem-rechters. De ad litem-rechters werden verkozen voor een ambtstermijn van vier jaar en konden, in tegenstelling tot hun permanente collegae, niet herkozen worden. In die periode werden ze door de secretaris-generaal aangesteld voor één of meerdere rechtszaken. De ad litem-rechters kregen dezelfde voordelen als de permanente, maar hadden iets minder macht.

## Annex II — Joegoslavië-tribunaal
Voor het Joegoslavië-tribunaal zouden veertien permanente rechters worden verkozen. Zij hadden ook een ambtstermijn van vier jaar en konden herkozen worden.

## Verwante resoluties
- Resolutie 1347 Veiligheidsraad Verenigde Naties (2001)
- Resolutie 1411 Veiligheidsraad Verenigde Naties
- Resolutie 1449 Veiligheidsraad Verenigde Naties
- Resolutie 1477 Veiligheidsraad Verenigde Naties (2003)

Lijst ·  1387 ·  1388 ·  1389 ·  1390 ·  1391 ·  1392 ·  1393 ·  1394 ·  1395 ·  1396 ·  1397 ·  1398 ·  1399 ·  1400 ·  1401 ·  1402 ·  1403 ·  1404 ·  1405 ·  1406 ·  1407 ·  1408 ·  1409 ·  1410 ·  1411 ·  1412 ·  1413 ·  1414 ·  1415 ·  1416 ·  1417 ·  1418 ·  1419 ·  1420 ·  1421 ·  1422 ·  1423 ·  1424 ·  1425 ·  1426 ·  1427 ·  1428 ·  1429 ·  1430 ·  1431 ·  1432 ·  1433 ·  1434 ·  1435 ·  1436 ·  1437 ·  1438 ·  1439 ·  1440 ·  1441 ·  1442 ·  1443 ·  1444 ·  1445 ·  1446 ·  1447 ·  1448 ·  1449 ·  1450 ·  1451 ·  1452 ·  1453 ·  1454